# NDR 90,3
NDR 90,3 – niemiecka stacja radiowa należąca do Norddeutscher Rundfunk (NDR), publicznego nadawcy radiowo-telewizyjnego dla północnych Niemiec. Została uruchomiona w 1981 roku i pełni rolę stacji lokalnej dla Hamburga, miasta na prawach kraju związkowego. Ramówka stacji składa się z informacji i publicystyki, a także licznych pasm muzycznych, w których można usłyszeć głównie złote przeboje sprzed lat, z domieszką najpopularniejszych bieżących hitów. 
Stacja jest dostępna w Hamburgu i okolicach w analogowym i cyfrowym przekazie naziemnym oraz w sieciach kablowych. Szersza publiczność może jej słuchać w Internecie oraz w niekodowanym przekazie satelitarnym z satelity Astra 1M. Według danych z roku 2013, udział stacji w hamburskim rynku radiowym wynosił ok. 20%.